# Rafael Razpet
Rafael Razpet, slovenski politik in gospodarstvenik, * 23. oktober 1932, Bukovo, † 13. oktober 2023, Maribor.
Deloval je kot predsednik skupščine občine Maribor

## Življenjepis
Rodil se je v kmečki družini na Bukovem, kjer je obiskoval tudi osnovno šolo. Nižjo gimnazijo je obiskoval v Cerknem. Vpisal se je na srednjo tehnično šolo – smer metalurgija v Ljubljani.
Po končani srednji šoli se je zaposlil. Po petih letih se je vpisal na študij metalurgije na Univerzi v Ljubljani. Kot diplomirani inženir metalurgije se je zaposlil v tovarni Litostroj v Ljubljani, nato pa leta 1955 v Tovarni dušika Ruše, kjer je najprej delo opravljal kot obratovodja ferolegur in karbida, od leta 1968 do 1978 pa kot generalni direktor.
Pred upokojitvijo je delal v Poslovni skupnosti TAM.

## Osebno življenje
Med delom v Rušah je spoznal bodočo soprogo, računovodkinjo Ano Razpet (r. Šerc) iz Smolnika. Združevala ju je ljubezen do planin, tam (natančneje na Triglavu) sta praznovala tudi svoje medene tedne. 
Leta 1962 se jima je v Ljubljani rodil njun prvi sin Aleš, 8 let kasneje, leta 1970, pa v Mariboru še drugi sin Uroš.
V 70. letih se je Rafael z družino ustalil v Rušah. 
Aleš se je v Ljubljani izobrazil za ekonomista in kasneje soustanovil največjo slovensko marketinško agencijo Pristop, Uroš pa je obiskoval ljubljansko arhitekturno fakulteto in po končanem šolanju ustanovil arhitekturni biro Plan B. Uroš je postopal po Rafaelovih stopinjah, leta 2014 je bil s svojo stranko ZA izvoljen za župana Občine Ruše.

## Družbeno delovanje
Rafael Razpet je leta 1978 postal predsednik skupščine občine Maribor. Dolžnost je opravljal do leta 1984. Med svojim mandatom je pripomogel pri udejanjenju obsežnega projekta stanovanjske gradnje Maribor-jug, s katerim je Maribor pridobil več tisoč novih stanovanj, poskrbel za selitev Pediatrične klinike Univerzitetnega kliničnega centra Maribor v nove prostore in delal na projektu prenove starega mestnega jedra ob Dravi. 
Bil je vpliven in spoštovan, tudi nenaklonjeni so trdili, "da se politiku Razpetu pozna inženirska pamet".
Sredi osemdesetih je bil izvoljen za predsednika Mestnega komiteja Zveze komunistov in kasneje še člana republiškega predsedstva. 
Aktivno je sodeloval v slovenski planinski organizaciji. 22 let je opravljal funkcijo predsednika Planinskega društva Ruše, kasneje pa je bil imenovan še za častnega predsednika. Kot predsednik PDR je uredil povezavo Ruške koče z električnim omrežjem in se boril proti nameri, da bi Ruška koča prenehala biti last ruških planincev.
Za svoje zasluge je leta 1977 prejel srebrni grb Mesta Maribor.